# Michèle Mattelart
Michèle Henry Mattelart (Plérín, 22 de septiembre de 1941) es una socióloga e investigadora de los medios de comunicación francesa. Aparte de su carrera académica - durante la cual publicó destacadas obras como La mujer chilena en una nueva sociedad (junto con el también sociólogo Armand Mattelart) y Women, Media and Crisis participó también en la editorial chilena Quimantú, donde codirigió la revista Onda.  

## Trayectoria
En 1963 Mattelart finalizó su diplomatura en Literatura comparada en la universidad Sorbona de París. Junto con su pareja Armand Mattelart se establece en Santiago de Chile el mismo año. Ella cuenta que quería conocer de cerca lo que se llamaba en ese momento el "Tercer mundo", motivada, entre otros  por los escritos autobiográficos del médico y filósofo Albert Schweitzer. Después colaborar temporalmente como profesora en una escuela perteneciente a la Aliance française en Santiago, empezó a dar clases de literatura francesa en el Instituto Pedagógico de la Universidad Católica de Chile (PUC). Data en esta época que empieza su reconocido estudio La mujer chilena en una nueva sociedad. Es uno de los primeros estudios empíricos en Chile dedicado a la situación de las mujeres de clases populares.
A partir del 1966, Mattelart se integra permanentemente como investigadora en el Centro de Estudios de la Realidad Nacional de la PUC, uno de los nuevos institutos creados por el rector Fernando Castillo Velasco después de los protestas estudiantiles que reclamaban una mayor participación en las organizaciones. Junto con la socióloga argentina Mabel Pichini y Armand Mattelart empezó a desarrollar un nuevo marco analítico para estudiar los discursos de la prensa chilena, sobre todo del periódico El Mercurio y otros productos de su editorial. Después de la victoria electoral en las elecciones presidenciales de Salvador Allende en 1970, Mattelart se integró como colaboradora de la Editora del Estado Quimantú donde, entre otras funciones, trabajó en la redacción de la revista juvenil Onda, proponiendo nuevos temas sociales, culturales y políticos. Algo transversal a estas actividades ha sido su interés en los diferentes públicos mediáticos como actores activos de la comunicación.
Después del golpe de Estado en 1973, Mattelart regresó a Francia donde sigue enseñando e investigando en varias universidades y en el Centro Nacional para la Investigación Científica (CNRS). En 1981, coordinó la División para el Desarrollo Cultural de la UNESCO.

## Reconocimientos
En 2015, Mattelart y su esposo recibieron un homenaje durante la VIII edición del Encuentro Internacional de Investigadores y Estudiosos de la Comunicación y la Información (ICOM) en La Habana (Cuba).

## Obras
- 1968 – La mujer chilena en una nueva sociedad: un estudio exploratorio acerca de la situación e imagen de la mujer en Chile. Con Armand Mattelart. Editorial del Pacífico. Santiago de Chile.
- 1981 – Medios de comunicación en tiempos de crisis (Edición Española). Con Armand Mattelart. Siglo XXI Editores. México. ISBN 978-9682317248.
- 1987 – Women, Media and Crisis: Femininity and Disorder. Marion Boyars. Londres. ISBN 978-0906890967.
- 1988 – El Carnaval de las Imágenes. La ficción brasileña. Con Armand Mattelart. Ediciones Akal. Madrid. ISBN 978-8476003411.
- 2000 – Pensar sobre los medios. Con Armand Mattelart. LOM Ediciones. Santiago de Chile. ISBN 979-9562822779.
- 2010 – Historia de las teorías de la comunicación. Con Armand Mattelart. Paidos Ibérica Ediciones. Madrid. ISBN 978-8449318054.